# Parydra breviceps
Parydra breviceps är en tvåvingeart som beskrevs av Friedrich Hermann Loew 1862. Parydra breviceps ingår i släktet Parydra och familjen vattenflugor. Inga underarter finns listade i Catalogue of Life.